# 손드리오도
손드리오도(이탈리아어: Provincia di Sondrio)은 이탈리아 북부 롬바르디아주의 도이며, 발텔리나(Valtellina, 도 내 주요 계곡의 명칭)라는 이름으로도 알려져 있다. 도청 소재지는 손드리오이다.
2024년 기준, 인구는 179,165명이었다.

## 역사

회색으로 표시된 발키아벤나, 트레 피에비, 발텔리나, 보르미오 등은 1512년부터 1797년까지 삼동맹의 통치를 받았다

손드리오도의 역사적 지역

손드리오도는 1815년 발텔리나와 발키아벤나, 보르미오 등 계곡 지역 세 곳이 합쳐져 롬바르디아-베네치아 왕국에서 만들어졌다.
로마에 정복되기 이전, 이 지역은 켈트족 (레오폰티족)과 라이티아족 (카문니족)이 거주했었다. 로마인들은 이곳을 갈리아 키살피나 속주로 포함시켰다.
서로마 제국 몰락 이후, 랑고바르드족의 지배 하에 놓이게 됐고 처음에는 이 지역 출신의 봉건 영주들의 지배를 받았다. 중세 기간 이탈리아 왕국에 속해 있었다. 14세기에 들어 비스콘티 가문과 스포르차 가문으로 인해 밀라노 공국의 지배를 받았다. 손드리오와 발텔리나 등은 유럽 정치에 있어 전략적으로 중요하였으며, 특히나 16세기와 17세기의 종교 전쟁 떄는 손드리오의 스플루가 고개와 계곡들이 유럽으로 연결되기에 더욱 부각되었다. 밀라노 공국 멸망 이후, 손드리오에 대한 통치는 스위스의 그라우뷘덴 칸톤이 행사하였다. 발텔리나 전쟁 당시, 발텔리나는 유럽 전역으로 군대를 수송하는 데 쓰였기에 1622년 스페인의 밀라노 총독의 침입을 받았으며 스페인의 활동은 스위스를 상대로 1620년에 일어난 발텔리나 지역 종교 반란의 도움을 받았다.
베스트팔렌 조약 (1648년)으로 이 지역은 평화가 찾아왔고 그라우뷘덴에 속하게 되었다. 1797년, 발텔리나 공화국이 세워졌으나 프랑스에 얼마 못 가 정복되어 치살피나 공화국이라 하는 속국의 일부가 되었다. 빈 협약 (1815)을 통해 손드리오와 발텔리나는 오스트리아의 롬바르디아-베네치아 왕국의 행정 구역이 되었다.
롬바르디아 대부분은 1860년 사르데냐 왕국에 흡수되었고, 손드리오와 발텔리나 역시도 마찬가지였다.

## 지리

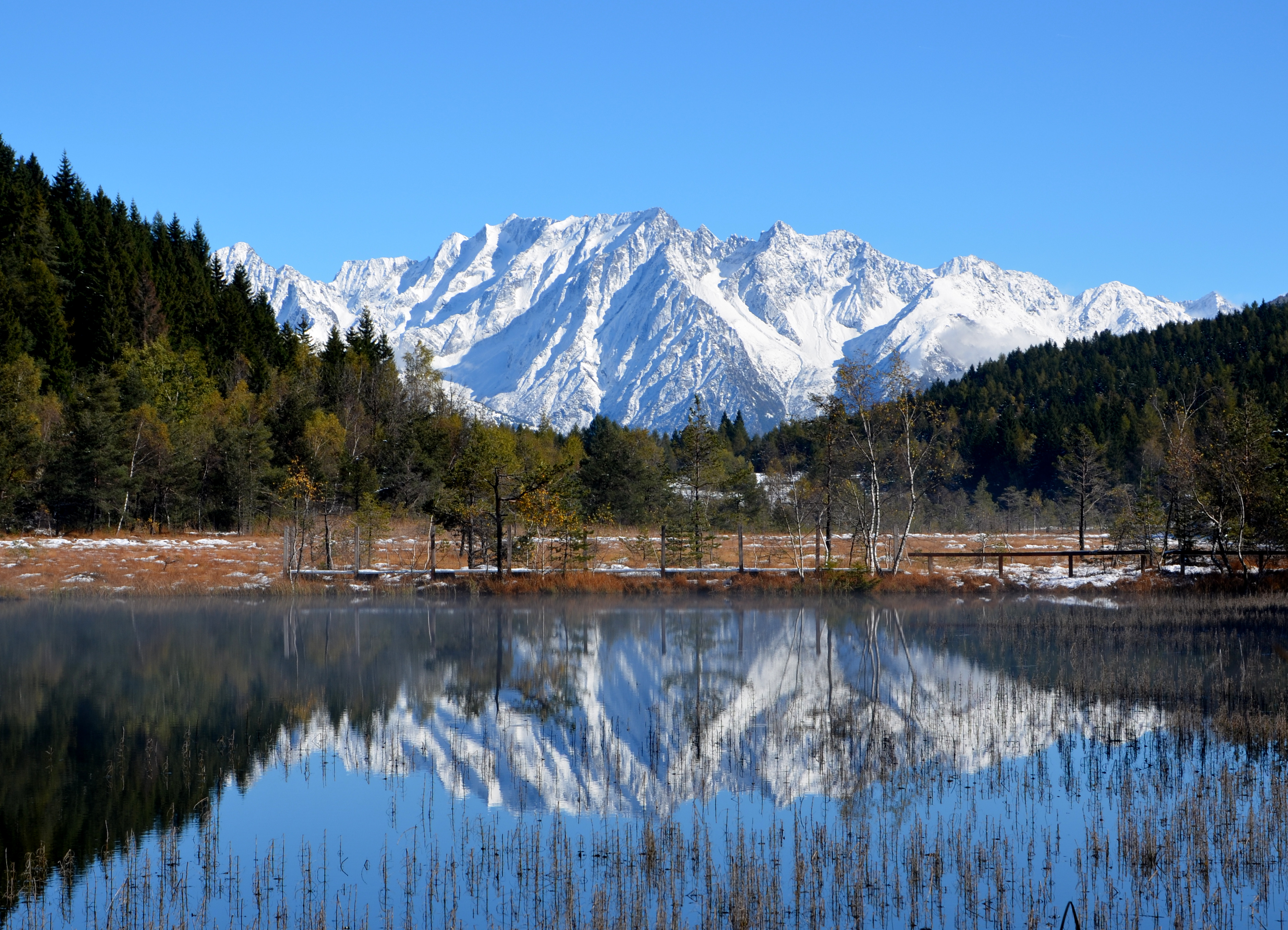
디 피안 디 젬브로 자연보호구역

손드리오도는 롬바르디아 북쪽에 위치한 인구가 드문드문 존재하는, 산악 지역이다, 북쪽으로 스위스의 그라우뷘덴주, 서쪽으로는 코모도와 레코도, 남쪽으로 베르가모도, 동쪽에는 브레시아도와 트렌티노, 볼차노가 위치하고 있다. 라이티아 알프스는 롬바르디아에서 가장 높은 산맥이다. 손드리오도의 계곡 대부분은 북쪽에서 남쪽으로 뻗어 있으며, 그 중 대표적인 것이 발텔리나와 발키아벤나이다. 주요 '코무네' (지방자치단체) 중 하나인 리비뇨 (해발 1,800 m)는 여름 시기 및 겨울 시기 스키 리조트로 대표 관광 중심지이다. 78개의 지방자치단체로 이뤄져 있으며, 손드리오가 가장 규모가 크고 행정 중심지이다. 손드리오도의 북동부에 스텔비오 국립공원이 위치해 있다.

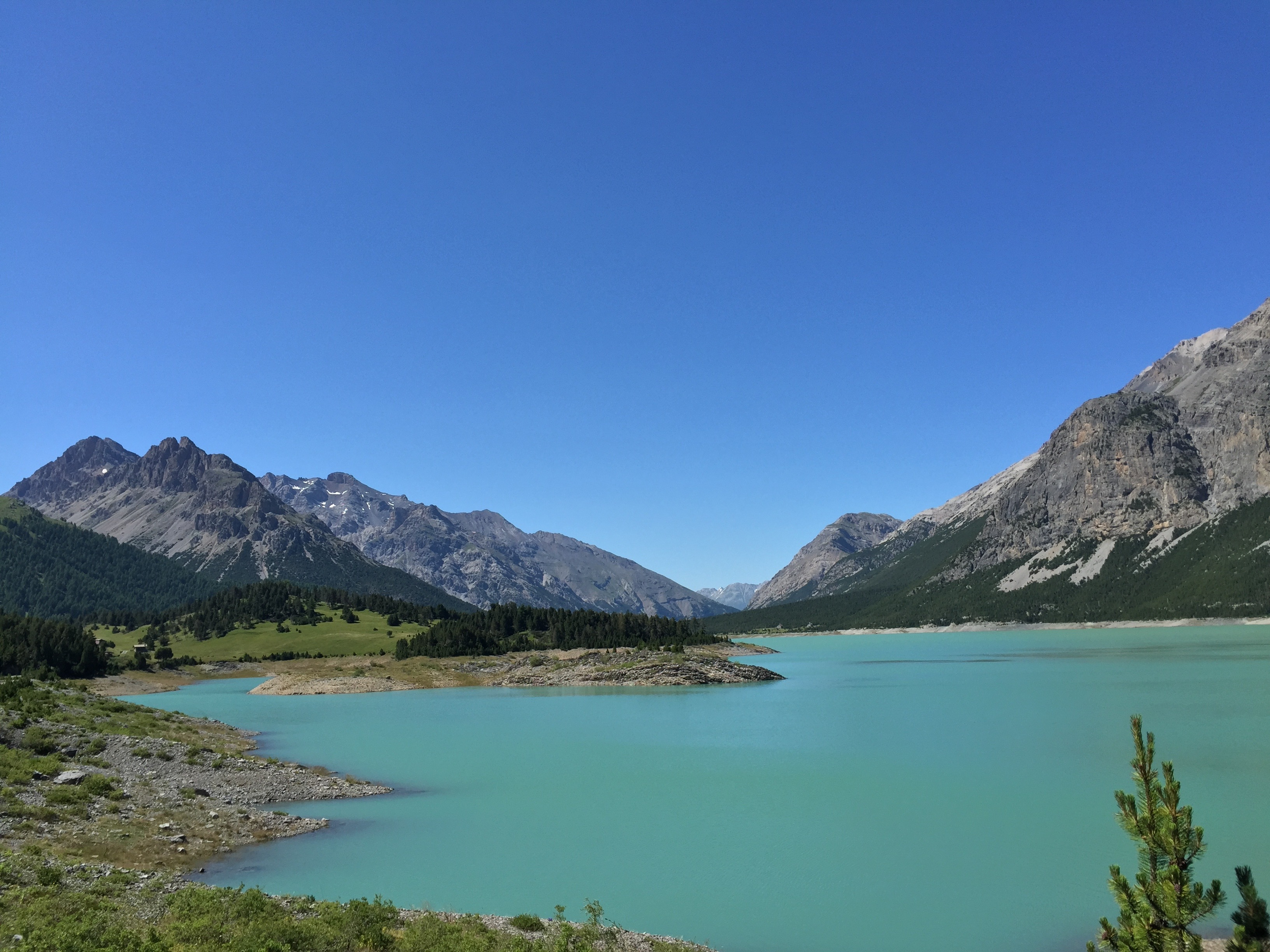
산 자코모 저수지

경제는 건축, 벌목, 채석, 관광, 경공업을 기반으로 하고 있다. 손드리오에서 활동하기 위해 스위스에서 온 노동자들이 솜드리오로 통근하고, 다른 한편으로는 이탈리아에서 스위스로 넘어가 스위스 노동시장에 합류하는 노동자들도 있다. 손드리오도 전역에서 전통적으로 포도를 기르고 있으며, 각 동네마다 고유의 품종을 갖고 있고 고유 포도주를 생산하고 있다.  일반적인 농업에 적합하지 않은 지형을 최대한 활용하기 위해, 농부들은 가파른 경사면에 계단식 을 조성하고, 건식 석축을 쌓고 흙을 이동시키는 작업을 해왔다. 포도 재배 전통은 시골 문화 속에 깊이 뿌리내리고 있다.

## 지방자치단체

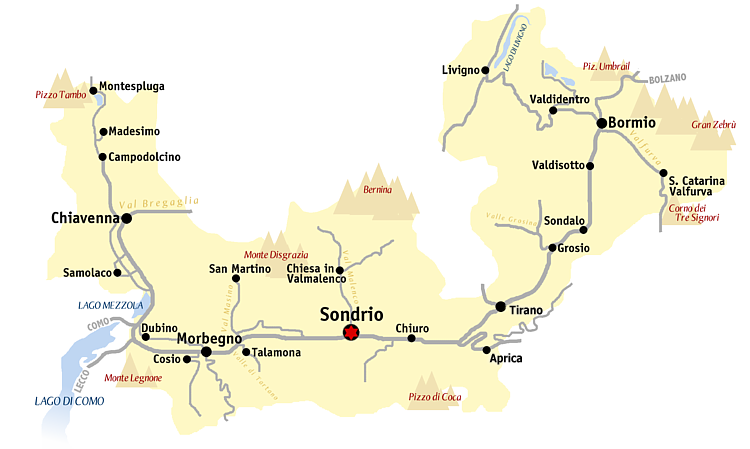
손드리오도 지도

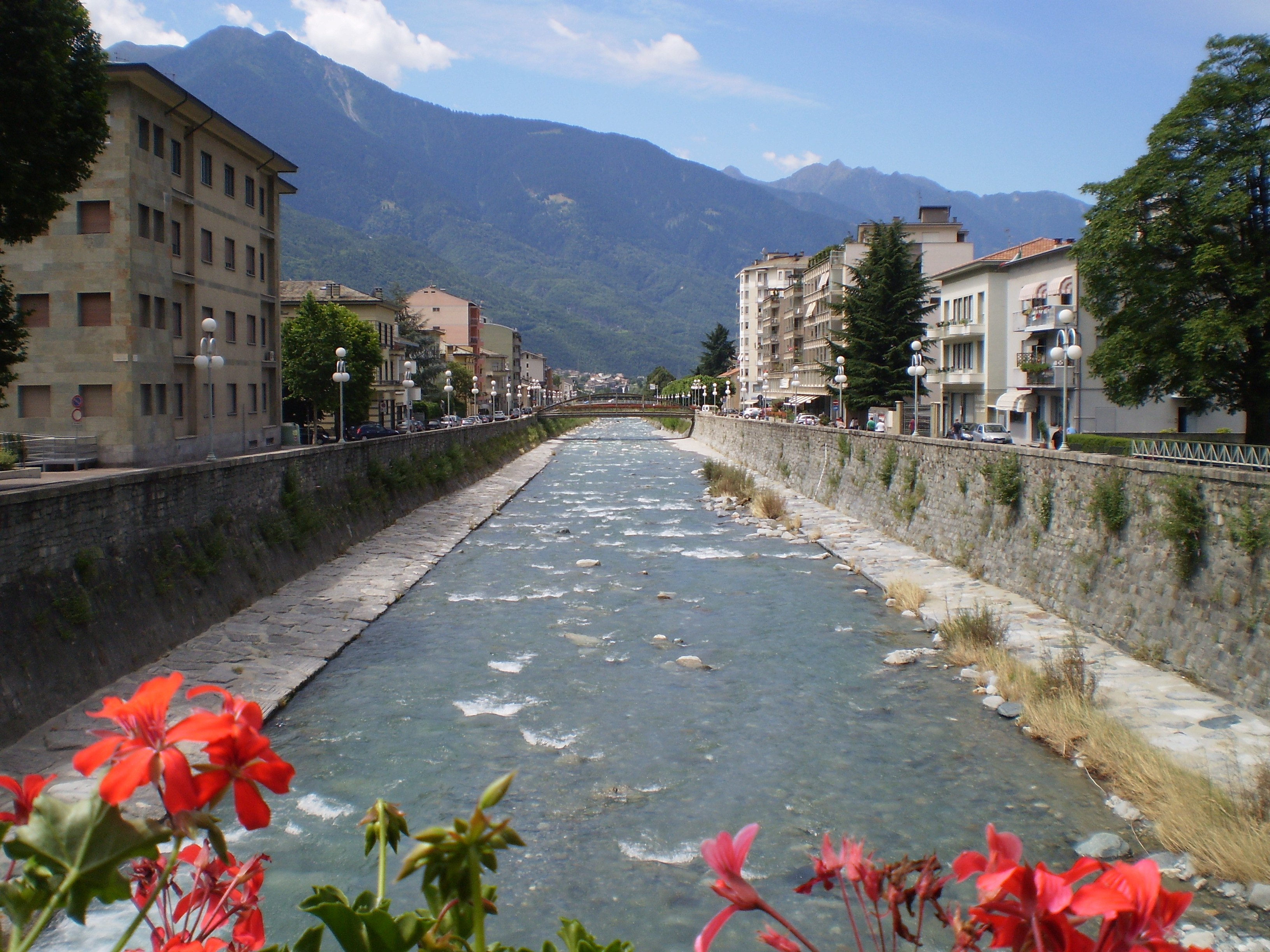
손드리오

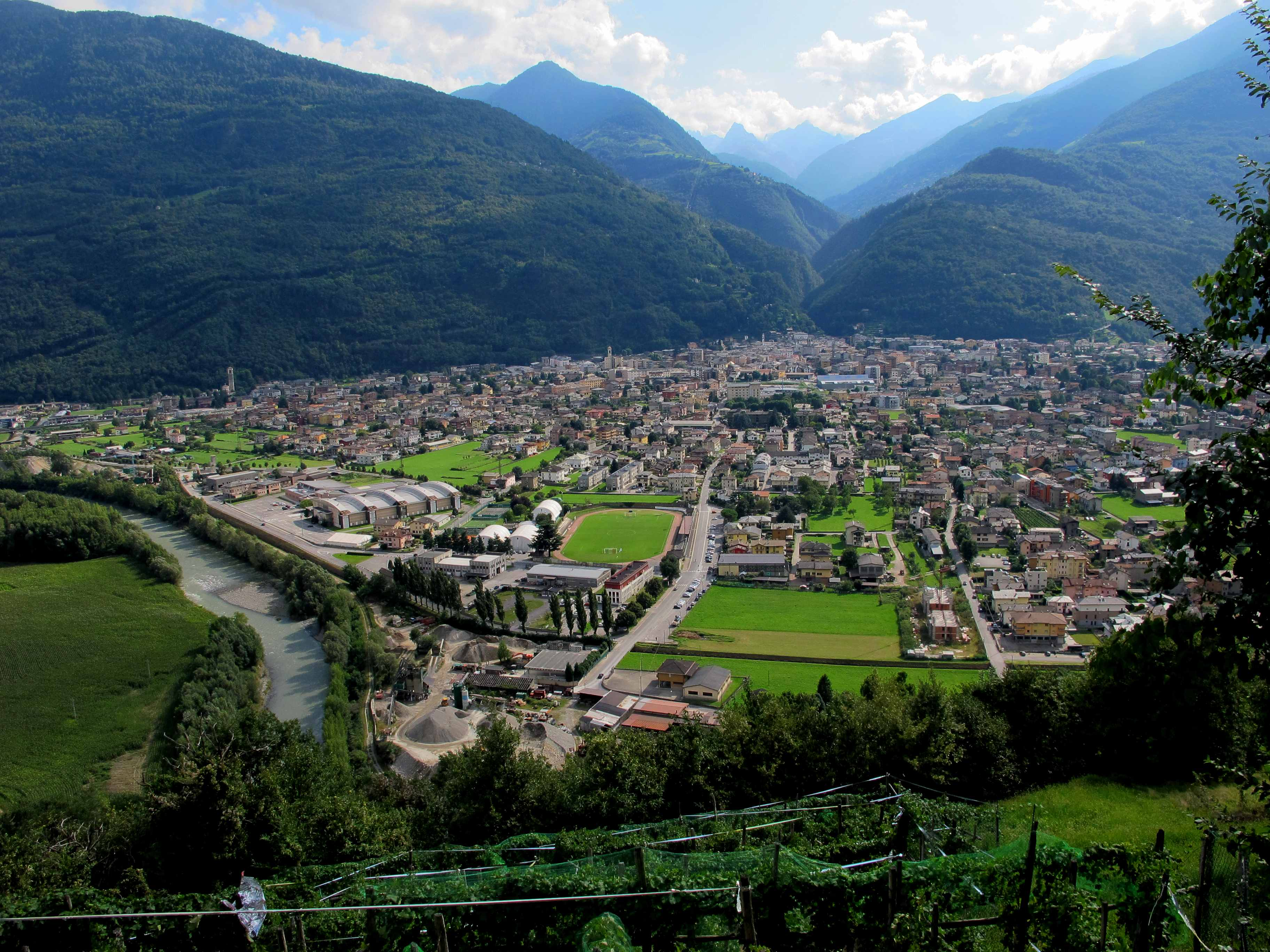
모르베뇨

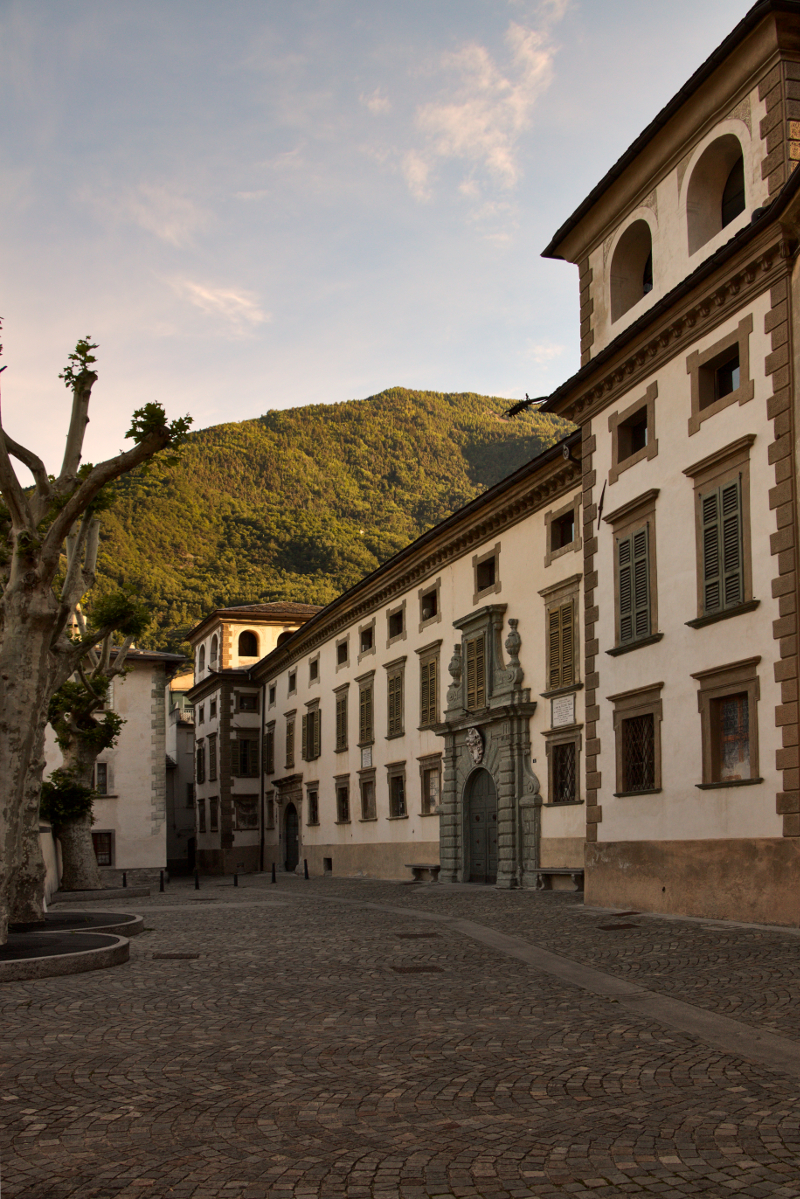
티라노

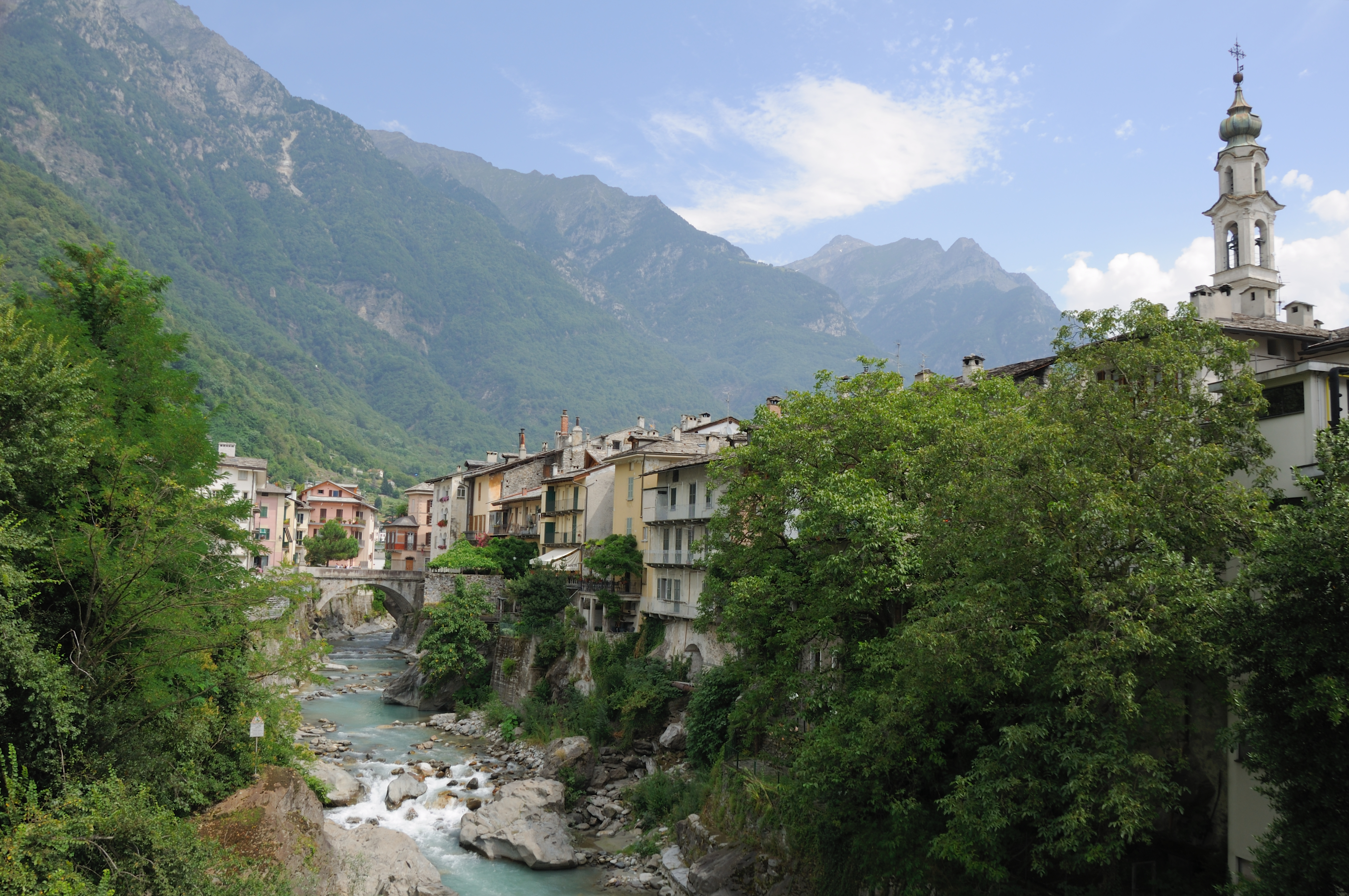
키아벤나

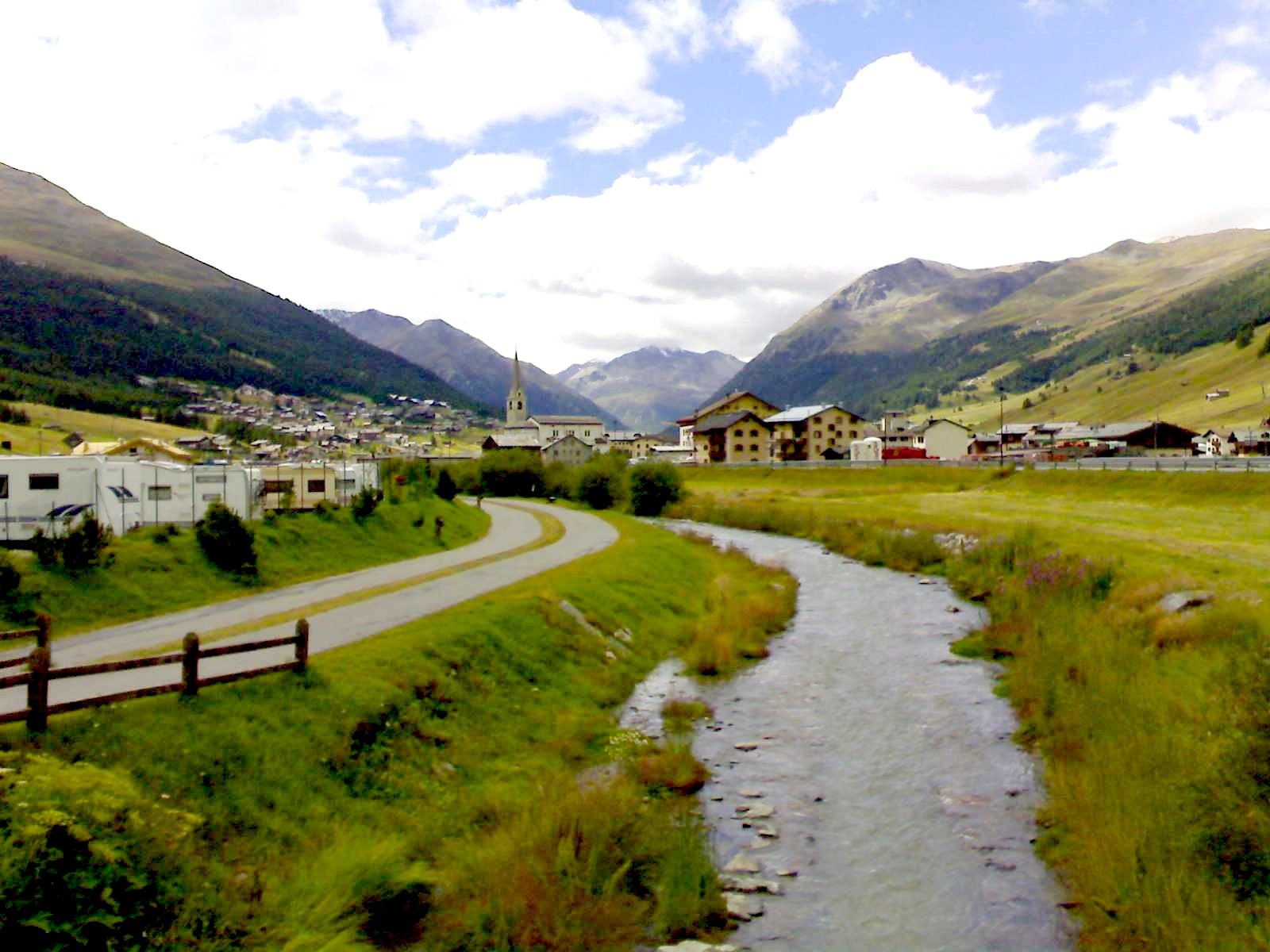
리비뇨

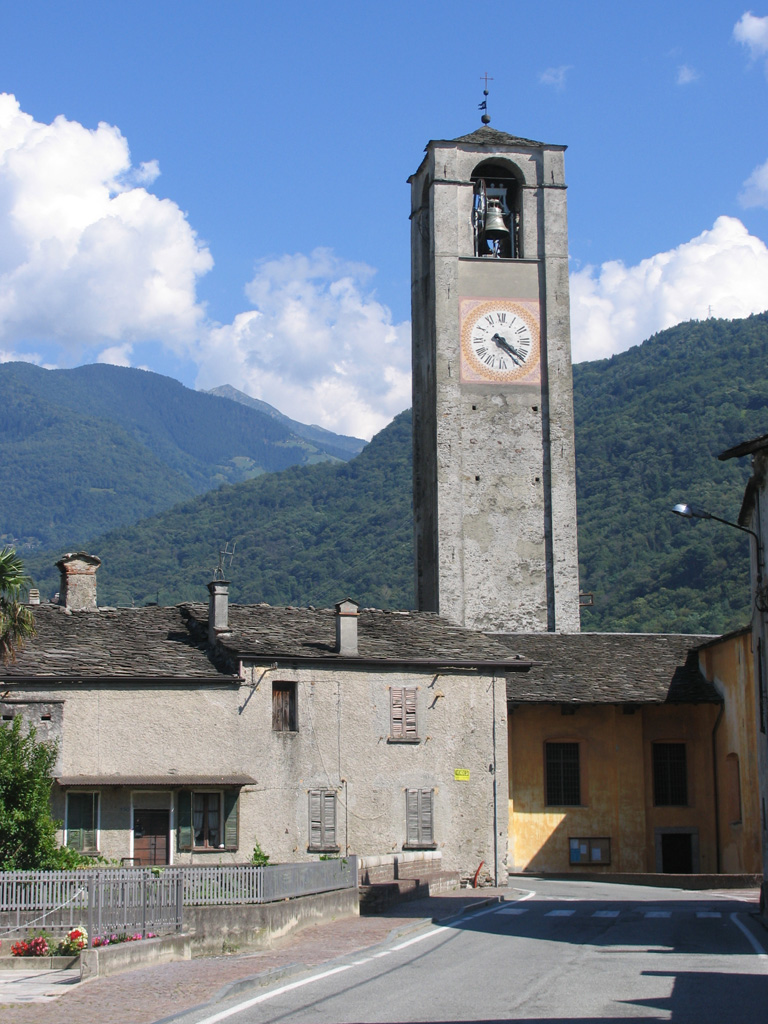
코시오발텔리노

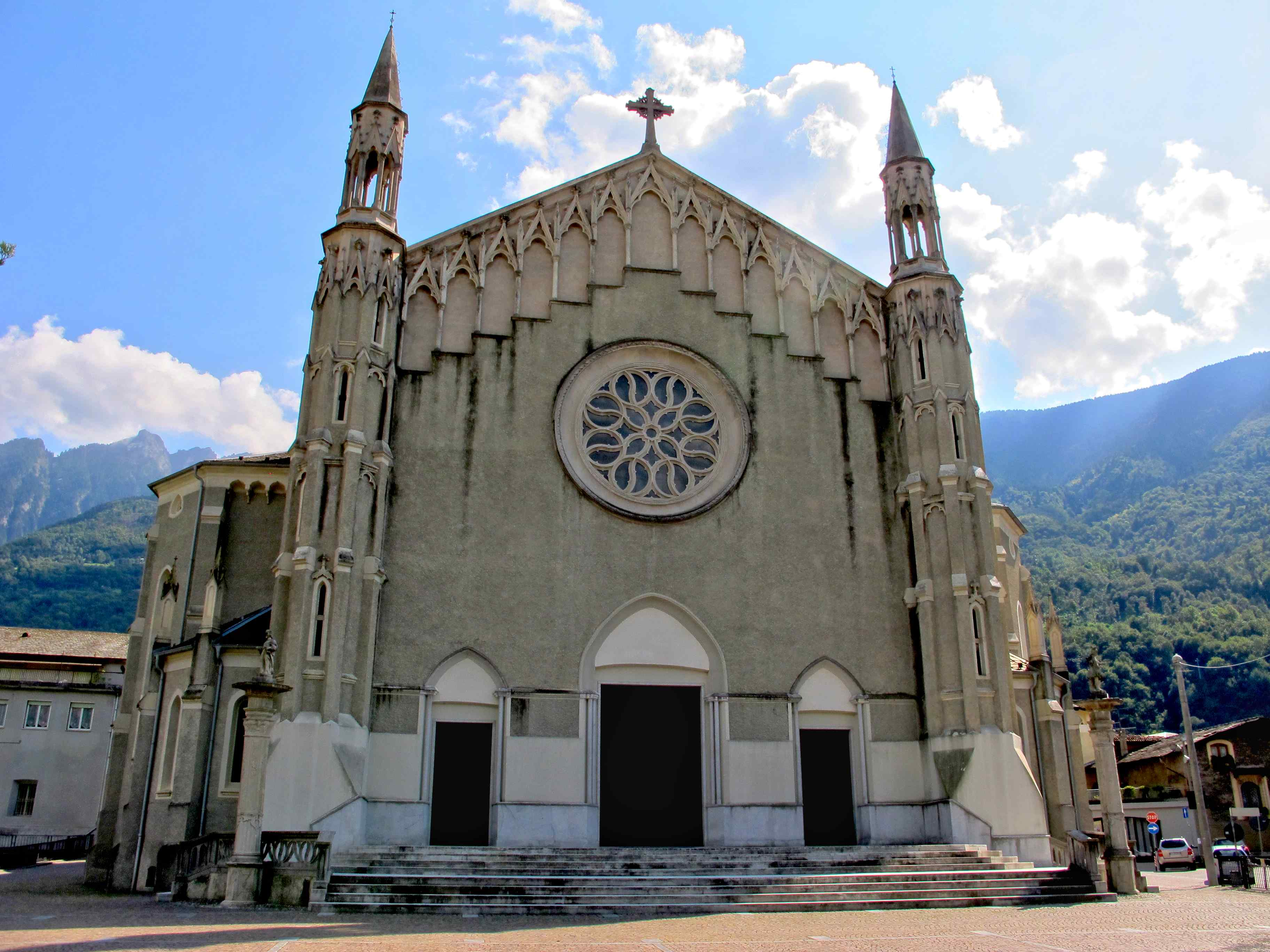
탈라모나

다음은 손드리오도의 인구순 목록이다.
| 코무네         | 인구   |
| -------------- | ------ |
| 손드리오       | 21,343 |
| 모르베뇨       | 12,325 |
| 티라노         | 8,872  |
| 키아벤나       | 7,282  |
| 리비뇨         | 6,798  |
| 코시오발텔리노 | 5,550  |
| 탈라모나       | 4,587  |
| 텔리오         | 4,581  |
| 그로시오       | 4,259  |
| 발디덴트로     | 4,166  |

전체 목록:
- 알바레도페르산마르코
- 알보사자
- 안달로발텔리노
- 아프리카
- 아르덴노
- 베마
- 베르벤노디발텔리나
- 비안초네
- 보르미오
- 불리오인몬테
- 카이올로
- 캄포돌치노
- 카스포조
- 카스텔로델라콰
- 카스티오네안데벤노
- 체드라스코
- 체르치노
- 키아벤나
- 키에사인발말렌코
- 키우로
- 치노
- 치보
- 콜로리나
- 코시오발텔리노
- 다치오
- 델레비오
- 두비노
- 파에도발텔리노
- 포르콜라
- 푸시네
- 제롤라 알타
- 고르도나
- 그로시오
- 그로소토
- 란차다
- 리비뇨
- 로베로
- 마데시모
- 만텔로
- 마초디발텔리나
- 멜로
- 메나롤라
- 메세
- 몬타냐인발텔리나
- 모르베뇨
- 노바테메촐라
- 페데시나
- 피안테도
- 피아테다
- 피우로
- 포지리덴티
- 폰테인발텔리나
- 포스탈레시오
- 프라타캄포르타초
- 라수라
- 로골로
- 사몰라코
- 산자코모필리포
- 세르니오
- 손달로
- 손드리오
- 스프리아나
- 탈라모나
- 타르타노
- 텔리오
- 티라노
- 토레디산타마리아
- 토보디산타가타
- 트라오나
- 트레시비오
- 발마시노
- 발디덴트로
- 발디소토
- 발푸르바
- 베르체이아
- 베르비오
- 빌라디키아벤나
- 빌라디티라노

## 같이 보기
- 산 자코모 저수지